# Диань, Блез
Блез Диань (фр. Blaise Diagne; 13 октября 1872, Горе, Дакар — 11 мая 1934, Камбо-ле-Бен) — французский политический деятель и мэр Дакара. Стал первым человеком западноафриканского происхождения, избранным в Палату депутатов Франции, и первым, кто занял должность во французском правительстве.

## Ранний период жизни
Родился на острове Горе в семье сенегальца-лебу Ниохора Дианя, повара и моряка, и матери-манджака из Гвинеи-Бисау Гнаньи Энтони Прейры. В детстве его усыновила христианская семья, смешанного расового происхождения. При крещении ему дали имя «Блез». Учился во Франции, затем в 1892 году поступил на таможенную службу. Служил во Французской Западной Африке (современный Бенин), Французском Конго (ныне Республика Конго), Реюньоне, Мадагаскаре и Французской Гвиане. В сентябре 1899 года, находясь на Реюньоне, стал масоном, присоединившись к ложе, связанной с Великим востоком Франции.

## Политическая карьера
В 1914 году был избран в Палату депутатов Франции в качестве представителя Четырёх коммун. Он был не первым африканцем из французской колониальной империи, заседавшим во Дворце Бурбонов (его предшественником был метис Франсуа Карпо), однако он был первым чернокожим африканским депутатом в Палате. Во время Первой мировой войны помогал французским властям призывать жителей Сенегала в регулярную армию. Впоследствии жителям Четырёх коммун был гарантирован статус гражданина Франции.
Неоднократно переизбирался и в итоге прослужил в Палате депутатов Франции до своей смерти в 1934 году. С 1914 по 1917 год участвовал в работе марксистско-социалистической «Французской секции Рабочего интернационала», предшественницы «Французской социалистической партии», прежде чем вернуться в Республиканскую социалистическую партию и присоединиться к Жоржу Манделю. В 1914 году, став депутатом в Сенегале, сыграл решающую роль в ликвидации последствий вспышки чумы, поразившей Дакар.
В 1916 году убедил французский парламент одобрить закон, предоставляющий гражданство всем жителям так называемых Четырёх коммун в Сенегале: Дакар, Горе, Сен-Луи и Рюфиск. Упрощение процедуры получения гражданства произошло во время Первой мировой войны, когда французам необходимо было набирать африканцев в армию. В рамках сделки о принятии закона по предоставлению гражданства Блез Диань помог властям организовать набор на военную службу в Сенегале. Стал ведущим вербовщиком для французской армии во время Первой мировой войны, когда тысячи чернокожих западноафриканцев сражались на Западном фронте за Францию.
После окончания войны занялся административной работой в дополнение к своим обязанностям депутата парламента. С октября 1918 по январь 1920 года занимал должность генерального комиссара министерства иностранных дел, курируя военнослужащих и рабочих из африканских владений Франции. Представлял Францию в Международной организации труда в 1930 году. С января 1931 по февраль 1932 года был заместителем государственного секретаря по колониям. С 1920 по 1934 год был мэром Дакара.
Скончался в Камбо-ле-Бене в 1934 году.

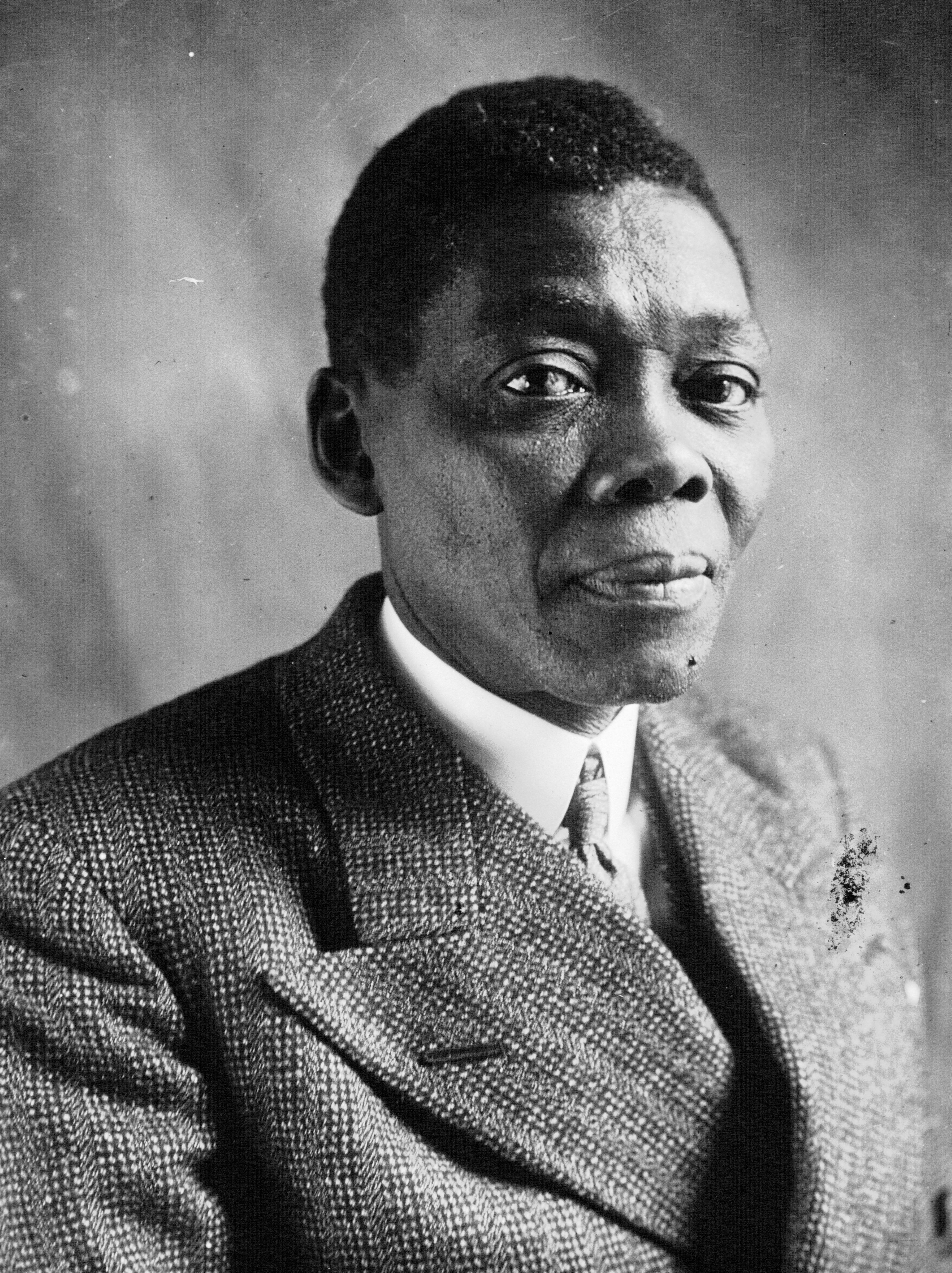
Диань в 1933 году

## Наследие
Одобрял принятие африканцами французских культурных и социальных норм. Поддерживал растущую роль Африки в жизни Франции, в то время как большинство африканских элит, получивших образование на Западе, поддерживали африканский национализм и работали над достижением независимости от колониальных держав. Афроамериканский историк и панафриканист У. Э. Б. Дюбуа резко критиковал его за отсутствие приверженности африканским интересам: «…Диань — француз, который случайно оказался чёрным. Я подозреваю, что Диань презирает своих собственных чёрных волофов».
Есть мнение, что он не был похоронен на мусульманском кладбище Сумбедьюн в Дакаре из-за масонства. Однако в его честь были названы: бульвар и средняя школа в Дакаре, а также новый международный аэропорт Сенегала в Ндиассе, в 52 километрах от Дакара.
Его сын Рауль стал первым чернокожим профессиональным футболистом во Франции, и имел большой успех, выступая за футбольный клуб «Расинг» в конце 1930-х годов, выиграв чемпионат Франции в 1936 году и кубок Франции в 1936, 1939 и 1940 годах.
Его внук Блез родился в Париже в 1954 году у его сына Адольфа (1907—1985, врач). Внук стал мэром французской деревни Лурмарен в горах Люберон в Провансе в 2001 году и был переизбран в 2008 году. По его словам, деда редко вспоминали в семье и его родители всегда были очень осторожны в отношении него. Его мать и бабушка были белыми француженками. В интервью в 2005 году младший Блез Диань сказал, что не ездил в Сенегал с 1960 года и думает, что ему «нечего там делать».